# Czytanie (liturgia)
Czytanie – w chrześcijaństwie, akt publicznego czytania Pisma Świętego, stanowiący m.in. część liturgii oraz niektórych innych uroczystości religijnych. Czytania są stałym elementem katolickiej Mszy świętej, prawosławnej Boskiej liturgii oraz protestanckich nabożeństw. W zależności od wyznania występują następujące tradycje wyboru czytań:
- Lecto selecta – czytania ustalane są według lekcjonarza, w którym poszczególnym okresom liturgicznym przypisano wybrane fragmenty Biblii; zazwyczaj, zgodnie z tradycją pochodzącą z Kościoła rzymskiego z V wieku[1], podczas liturgii występują zazwyczaj dwa czytania: ze Starego Testamentu lub z pism apostolskich oraz z Ewangelii. Na nich oparta zostaje homilia. Tradycja ta obowiązuje w Kościołach katolickich i prawosławnych, a spośród protestanckich, w luterańskich, anglikańskich, metodystycznych oraz niektórych reformowanych.

- Lectio continua – czytania podczas nabożeństw obejmują kolejne rozdziały danych ksiąg Biblii, co w zamyśle ma umożliwić wiernym poznanie całego Słowa Bożego. Tradycja ta, wywodząca się z kalwińskiego nurtu reformacji, charakterystyczna jest przede wszystkim dla kościołów wywodzących się z tego pnia, m.in. prezbiteriańskich i baptystycznych. Kazania, będące kulminacyjną częścią każdego nabożeństwa, oparte są zawsze na kolejnych czytaniach, tworząc tygodniowe serie, podczas których pastor wyjaśnia kolejne rozdziały Biblii, przedstawiając na początku tło historyczne, następnie elementy teologii, by w końcu skupić się na zastosowaniu pastoralnym. Podczas nabożeństwa czytane są zazwyczaj dwa czytania: pierwsze ze Starego Testamentu i drugie – Nowego Testamentu, zgodnie z tradycją pochodzącą z liturgii św. Justyna Męczennika z II wieku[1]. Zwykle każde czytanie obejmuje jeden rozdział, w sytuacji, gdy jest on krótki – dwa[2].

- w wielu Kościołach ewangelikalnych i zielonoświątkowych, kazania oparte są na wybieranych przez pastora fragmentach i często nie mają na celu systematycznego wykładu Pisma, lecz raczej nawiązują do kerygmatu lub wybranych prawd wiary. Z tego względu, wiele spośród tych kościołów nie stosuje się do reformowanej zasady lectio continua, a samo czytanie ograniczone bywa wyłącznie do krótkiego tekstu kazalnego, których wybór nie jest w żaden sposób usystematyzowany.

## Katolicyzm
Na Mszy Świętej w niedziele bądź uroczystości występują w ramach liturgii słowa dwa czytania i Ewangelia: pierwsze pochodzi ze Starego Testamentu lub Dziejów Apostolskich (w okresie wielkanocnym), a treść w nim zawarta powinna mieć bezpośredni lub pośredni związek z Ewangelią w celu podkreślenia ciągłości Starego i Nowego Testamentu. Drugie czytanie nie ma tak silnego związku z Ewangelią i pochodzi z Nowego Testamentu – listów apostolskich lub Apokalipsy. Ewangelia, w zależności od roku odczytywana jest z poszczególnych ksiąg Ewangelii. W Wielką Sobotę odczytywane jest osiem czytań i Ewangelia. W dni powszednie czytane jest wyłącznie pierwsze czytanie  i Ewangelia. Czytania niedzielne powtarzają się w trzyletnim cyklu (A, B, C), natomiast czytania w dni powszednie okresu zwykłego według cyklu: rok nieparzysty – I, a rok parzysty – II.